# Monoblet
Monoblet ist eine Gemeinde im französischen Département Gard in der Region Okzitanien. Sie gehört zum Kanton Quissac und zum Arrondissement Le Vigan. Sie grenzt im Westen an Cros, im Nordwesten an Colognac und Lasalle, im Norden an Vabres, im Nordosten an Saint-Félix-de-Pallières, im Osten an Fressac, im Südosten an Durfort-et-Saint-Martin-de-Sossenac und Conqueyrac, im Süden an Saint-Hippolyte-du-Fort und im Westen an Cros.

## Bevölkerungsentwicklung
| Jahr      | 1962 | 1968 | 1975 | 1982 | 1990 | 1999 | 2008 | 2017 |
| --------- | ---- | ---- | ---- | ---- | ---- | ---- | ---- | ---- |
| Einwohner | 485  | 484  | 444  | 495  | 542  | 539  | 609  | 728  |

## Geschichte
1715 fand in Montèzes bei Monoblet die erste Synode der Kirche der Wüste unter Leitung des reformierten Pfarrers Antoine Court statt. Der bewaffnete Widerstand der Kamisarden gegen die königlichen Truppen war 1710 endgültig zerstört worden. Die Hugenotten entschieden sich darauf, nur noch gewaltlos die reformierte Kirche wiederherzustellen und in die Ausbildung junger Pastoren zu investieren.

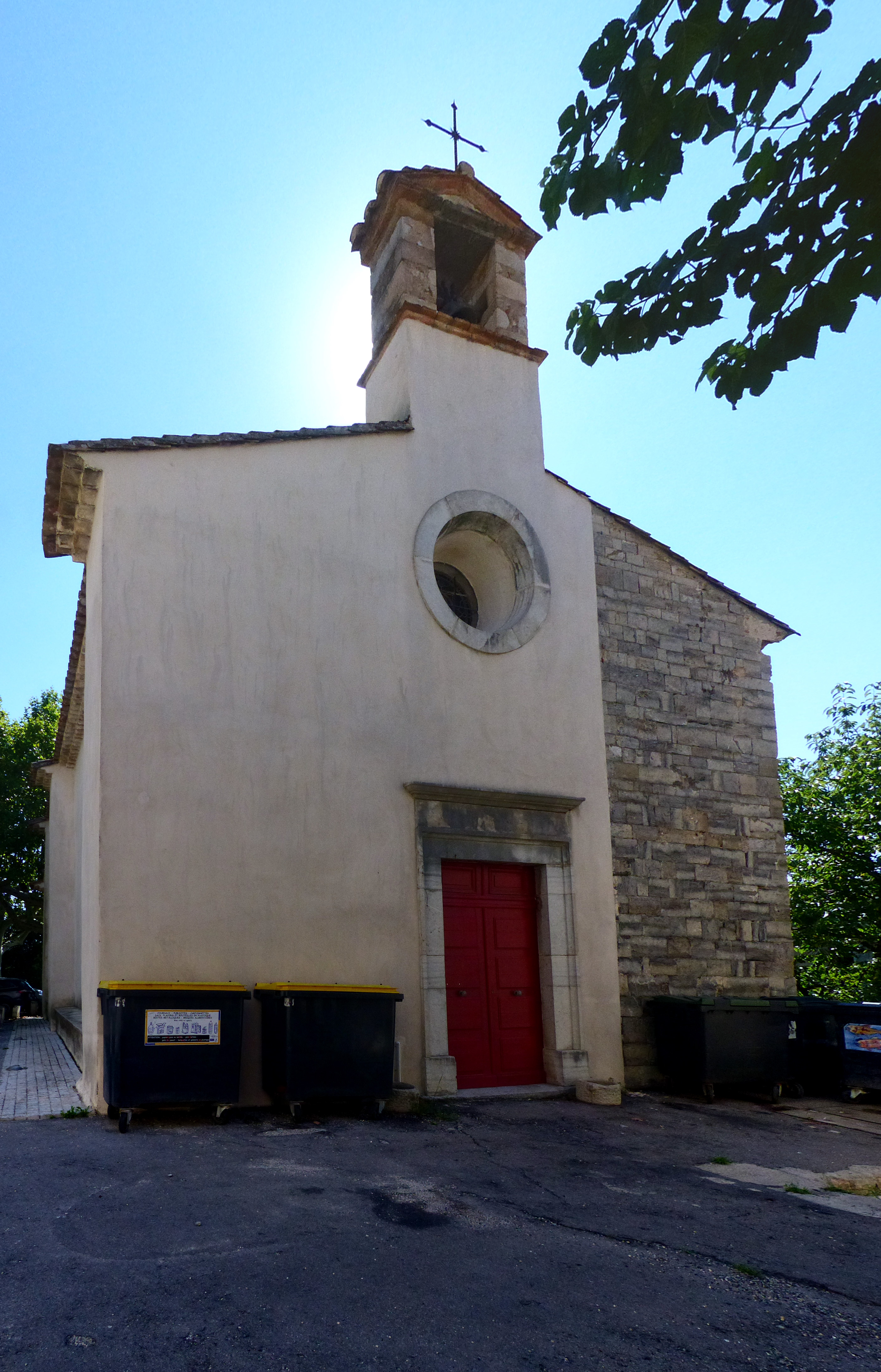
Kirche Saint-André
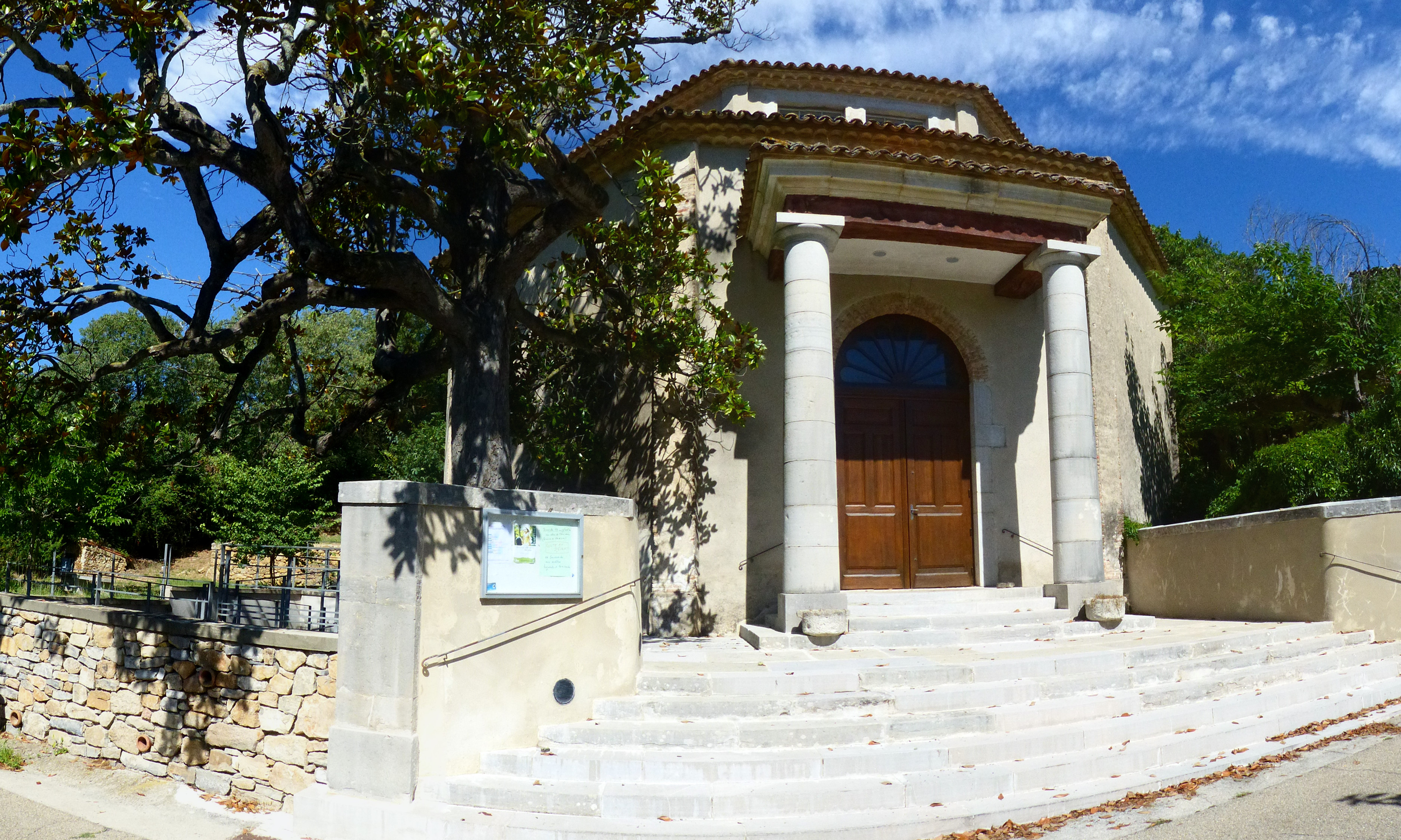
Oktogonale Protestantische Kirche